# Barziya Peak
Der Barziya Peak (englisch; bulgarisch връх Бързия wrach Barsija) ist ein 1500 m hoher und größtenteils vereister Berg an der Loubet-Küste des Grahamlands im Norden der Antarktischen Halbinsel. Im südlichen Teil der Pernik-Halbinsel ragt er 15 km ostsüdöstlich des Álvarez Point, 15 km südlich des Mount Deeley und 8,2 km nordöstlich des Zhelev Peak auf. Seine steilen Südwest- und Nordwesthänge sind teilweise unvereist. Der Field-Gletscher liegt nördlich und westlich von ihm, der Naresne-Gletscher südwestlich.
Britische Wissenschaftler kartierten ihn 1978. Die bulgarische Kommission für Antarktische Geographische Namen benannte ihn 2016 nach der Ortschaft Barsija im Nordwesten Bulgariens.